# 连贯
连贯指文本在语义上的意义，通过句子或语段之间的语义或功能关系实现。连贯与衔接构成语篇分析领域中的两个最基本的概念。